# Виткойц, Мина

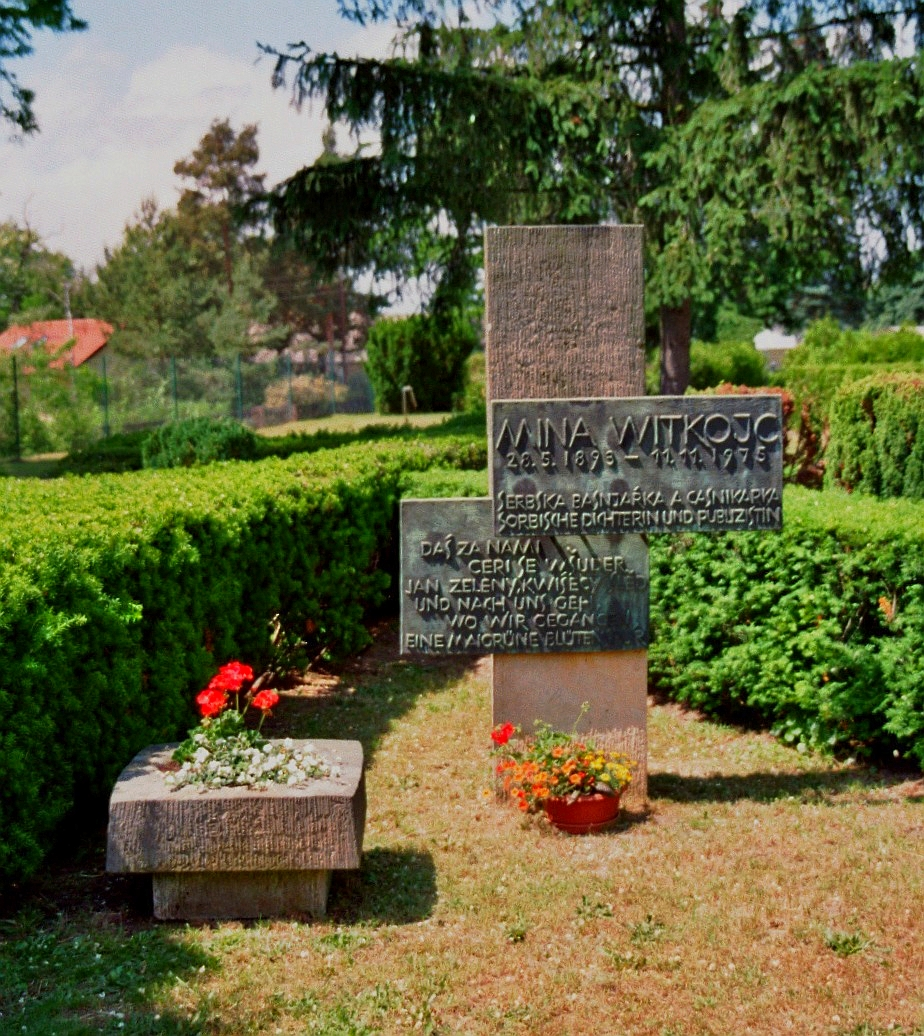
Могила Мины Виткойц, Бург, Германия

Ми́на Ви́ткойц (н.-луж. Mina Witkojc, нем. Wilhelmine Wittka, 25 мая 1893 года, Бург, Германия — 11 ноября 1975 года, Папитц, ГДР) — нижнелужицкая поэтесса, прозаик, переводчица, журналистка и публицист. Наряду с нижнелужицким поэтом Мато Косыком считается классиком нижнелужицкой поэзии. Лауреат премии имени Якуба Чишинского.

## Биография
Родилась 28 мая 1893 года в городе Бург в крестьянской семье Фрицо Поленьца и Марианны Виткойц. В раннем детстве стала сиротой. С 1899 по 1907 год обучалась в средней школе в Бурге. С 1907 года в течение 10 лет трудилась в Берлине горничной, флористкой и на военном промышленном предприятии. В 1917 году возвратилась в родной город, где стала работать наёмным работником в сельском хозяйстве.
В августе 1921 года познакомилась с группой чешских и верхнелужицких интеллектуальных деятелей, которые вдохновили её заниматься культурной деятельностью среди лужичан. В 1922 году опубликовала своё первое стихотворение в журнале «Лужица». В 1923 году переехала в Баутцен, где до 1931 года работала редактором нижнелужицкой газеты Serbski Casnik. Во время её редактирования тираж газеты достиг с 200 до 1200 экземпляров. В это же время сотрудничала с лужицкими общественными деятелями Арноштом Мукой и Яном Чижой. В 1925 году выпустила свой первый поэтический сборник «Dolnoserbske basni» (Нижнелужицкие стихотворения). В 1926 году принимала участие в Европейском конгрессе национальных меньшинств, который состоялся в Женеве. В это же время занималась переводами на нижнелужицкий язык произведения чешских писателей Божены Немцовой и Петра Безруча. Открыла нижнелужицких народных писательниц сестёр Лизу Домашкойц и Марьяну Домашкойц и помогала им заниматься литературной деятельностью.
В годы Веймарской республики неоднократно привлекалась к суду «за антинемецкую деятельность».
В 1933 году нацистский режим запретил ей заниматься литературной и журналистской деятельностью и она осталась без средств к существованию, в связи с чем она вернулась в Бург, где стала работать наёмным работником в сельском хозяйстве. В 1941 году она из-за своей деятельности среди лужичан была объявлена нацистским режимом «вредным элементом» и отправлена в Эрфурт, где она проработала в сельскохозяйственном предприятии до конца Второй мировой войны. В 1945 году она опубликовала поэму «Erfurtske spomnjeśa» (Эрфуртские воспоминания), в которой описала свою жизнь в Эрфурте.
В 1946 году она переехала на недолгое время в Баутцен, где работала в лужицкой общественной организации Домовина, потом переехала в Прагу, где проживала до 1954 года. Возвратившись в 1954 году в родной город, она проживала в нём до своей кончины в 1975 году.
В 1964 году за свою литературную деятельность была удостоена премии имени Якуба Чишинского.
В последние годы своей жизни проживала в доме престарелых в селе Папитц около Бурга. Скончалась 11 ноября 1975 года и была похоронена на кладбище в городе Бург.

## Литературная деятельность
Писала прозаические произведения и стихотворения для нижнелужицкой газеты «Nowy Casnik». Была одним из организаторов нижнелужицкого литературного сборника «Serbska Pratyja». В 1934 году издала поэтический сборник «Wĕnašk błośańskich kwĕtkow», который принёс ей известность.
Основные сочинения
- Dolnoserbske basni, 1925;
- Wěnašk błośańskich kwětkow (Венок цветов из Блот), 1934;
- Erfurtske spomnjeśa, автобиография, 1945;
- K swětłu a słyńcu, Berlin 1955;
- Prědne kłoski, Berlin 1958;
- Po drogach casnikarki, Bautzen 1964, ISBN 3-7420-0281-3;
- Pśedsłowo k antologiji Jadna z nich jo šołtowka: antologija noweje dolnoserbskeje literatury, Budyšyn 1971.

Посмертные издания
- Echo aus dem Spreewald, Bautzen 2001, ISBN 3-7420-1857-4.

## Память
- Её именем названа средняя школа в селе Вербен;
- В селе Вербен находится небольшой музей, посвящённый деятельности Мины Виткойц.
- В 2018 году основана государственная премия её имени.